# پورتال اینترانت
پورتال اینترانت دروازه ای است که دسترسی به اطلاعات سازمانی و برنامه‌های کاربردی را در اینترانت یکپارچه می‌کند. این ابزاری است که به یک شرکت کمک می‌کند تا داده‌ها، برنامه‌ها و اطلاعات خود را راحت تر از طریق نمایش‌های شخصی‌سازی شده مدیریت کند. برخی از راه حل‌های پورتال قادر به ادغام برنامه‌های قدیمی، اشیاء از پورتال‌های دیگر و رسیدگی به هزاران درخواست کاربر هستند. در یک محیط سازمانی شرکتی، به عنوان پورتال سازمانی نیز شناخته می‌شود.

## زمینه
اینترانت و اینترنت عناصر زیادی را به اشتراک می‌گذارند و از فناوری‌های یکسانی استفاده می‌کنند، اما اساساً در مأموریت‌های خود متفاوت هستند. برخلاف اینترنت، اینترانت در یک شبکه خصوصی عمل می‌کند و لزوماً به وب متصل نیست. اتصال در فرآیندی به نام نگاشت آدرس رخ می‌دهد. در اینجا آدرس‌های اینترانت به آدرس‌های اینترنتی تبدیل می‌شوند تا شفافیت لازم را فراهم کنند و بالعکس.
از طریق پورتال اینترانت، شبکه خصوصی به دلیل نصب و نگهداری مکانیزمی مانند فایروال و راه حل‌های پورتال اینترانت، قادر است قوانین رفتاری محلی خود را تحمیل کند. مرورگرهای اینترنتی نمی‌توانند به سرور پشت آن متصل شوند و باید با دستگاه گیت وی تماس گرفته و از محدودیت‌های مقرر در گیت وی پیروی کنند. فقط کاربران درون یک سازمان می‌توانند به شبکه دسترسی داشته باشند. کاربران همچنین می‌توانند با رعایت مجموعه ای از قوانین محلی به اینترنت دسترسی داشته باشند. دامنه شبکه به پورتال اینترانت اجازه می‌دهد تا سریعتر با توان عملیاتی بالاتر از اینترنت کار کند.

## تاریخچه
اینترانت‌های شرکتی در دهه ۱۹۹۰ محبوبیت پیدا کردند. همان‌طور که اینترانت‌ها به سرعت پیچیده‌تر شدند، مفهوم پورتال اینترانت متولد شد. امروزه، پورتال‌های اینترانت قابلیت‌های ارزش افزوده‌ای مانند مدیریت گردش کار، افزایش همکاری بین گروه‌های کاری، و اجازه به تولیدکنندگان محتوا برای انتشار اطلاعات خود را ارائه می‌کنند.
یک نمونه معمولی از یک پلتفرم وب که برای ساخت و میزبانی یک اینترانت استفاده می‌شود، Microsoft SharePoint است که توسط ۴۶٪ سازمان‌ها استفاده می‌شود. شیرپوینت ویژگی‌های لازم برای همکاری، ادغام و سفارشی سازی را فراهم می‌کند.

## ویژگی‌های اصلی
ادغام
امکان ادغام با ابزارهای فعلی یا امکان افزودن ابزارهای جدید. شما تقویم Outlook و ایمیل خود را در اینترانت یکپارچه کرده‌اید.
امنیت
برای ایمن‌سازی اسناد و سایت‌ها در سرتاسر پورتال اینترانت، امنیت مبتنی بر کاربر یا گروه را فعال کنید.
سفارشی سازی
نرم‌افزاری که برای سازماندهی منعطف است. از Web Parts می‌توان برای ایجاد ماژول‌های سفارشی استفاده کرد که تعامل با سایت را آسان‌تر می‌کند. توانایی کاربران برای سفارشی کردن ابزارها و منابعی که اغلب استفاده می‌کنند.
همکاری
مردم اکنون می‌توانند کار خود را با یکدیگر همکاری کنند. به عنوان مثال چندین نفر روی یک سند کار می‌کنند.
کانالهای ارتباطی
به شرکت‌ها اجازه می‌دهد تا فرهنگ سازمانی را ارتقا دهند و اطلاعات را به شیوه‌ای تعاملی‌تر از قبل ارائه دهند.
اتوماسیون
چیزهایی مانند گردش کار و الگوها می‌توانند ایجاد سند خاص را خودکار کنند. هشدارها را می‌توان برای کمک به یادگیری تغییرات و افزودن‌های جدید به اینترانت ایجاد کرد.
برنامه‌های کاربردی
پیوندهایی به برنامه‌های کاربردی برای همکاران برای انجام وظایف.
کاربر پسند
به دلیل طیف گسترده‌ای از توانایی‌های فنی، کاربرد باید آسان برای استفاده و درک باشد.
دسترسی از راه دور
امکان دسترسی کاربران به محتوای دور از دفتر.
مخزن اسناد
امکان ذخیره و بازیابی اطلاعات اسناد و در عین حال پشتیبان‌گیری منظم برای جلوگیری از از دست رفتن داده‌ها.
وبلاگ
به عنوان روشی برای ارائه اطلاعات به موقع تر به کارمندان، مشتریان و شرکای تجاری استفاده می‌شود.
جستجوی افراد
برای اطلاعات کارکنان مانند اطلاعات تماس، حوزه‌های تخصصی، عضویت در گروه، علایق شخصی و غیره در سطح سازمانی جستجو کنید.
جستجوی سازمانی
- محتوای سازمانی را با استفاده از جستجوی سازمانی جستجو کنید
محتوای هدفمند
مدیران پورتال کسب و کار می‌توانند محتوا را بر اساس حوزه گروه تجاری، به عنوان مثال، منابع انسانی، بازاریابی، حقوقی، مدیران شرکت و غیره هدف قرار دهند.

## مزایا
پورتال اینترانت به کارکنان کمک می‌کند تا تصمیمات بهتر و آگاهانه تری بگیرند که نتیجه آن افزایش دانش است. همچنین به کاهش هزینه‌ها، صرفه جویی در زمان، افزایش همکاری، افزایش بهره‌وری و اثربخشی کمک می‌کند.
پورتال اینترانت می‌تواند به کارمندان کمک کند اطلاعات را راحت تر بیابند و وظایف خود را بهتر انجام دهند، اگرچه تعداد کمی از طرح‌های پورتال بهینه هستند. در واقع، به‌ویژه در شرکت‌های کوچک‌تر، طراحان می‌توانند برخی از ویژگی‌های موجود در نرم‌افزار پورتال خارج از قفسه را از طریق روش‌های ساده‌تر (خودت انجام بده) متوجه شوند. اکثر اینترانت‌ها کاملاً غیرقابل استفاده شده‌اند و تجربه کاربری بسیار پراکنده و گیج کننده ای را ارائه می‌دهند، بدون ثبات و پشتیبانی ناوبری کمی. هدف پورتال‌ها اصلاح این مشکل با ارائه یک دروازه واحد به کلیه اطلاعات و خدمات شرکت است. یکی از مزایای ایجاد این ظاهر و احساس سازگار این است که کاربران به زمان کمتری برای یادگیری نحوه استفاده از محیط نیاز دارند. آنها همچنین راحت‌تر تشخیص می‌دهند که کجا در پورتال هستند و کجا می‌توانند بروند—هنگامی که در فضای بزرگ اطلاعاتی حرکت می‌کنند کار کوچکی نیست. پورتال‌های اینترانت با ادغام سرویس‌ها و ارائه قطعات شخصی‌سازی شده در صفحه اولیه، نیاز کاربران را به مرور دور و دراز برای به دست آوردن اطلاعات مورد نیاز کاهش می‌دهند و در نتیجه انجام کارهای خود را برای آنها آسان‌تر می‌کنند.
پورتال اینترانت ابزاری مبتنی بر وب است که به کاربران امکان می‌دهد یک سایت سفارشی ایجاد کنند که به صورت پویا فعالیت‌های اینترنتی و محتوای مورد نظر را در یک صفحه واحد جذب کند. با ارائه یک چارچوب متنی برای اطلاعات، پورتال‌ها می‌توانند S&T (علم و فناوری) و «دانش» سازمانی را به دسکتاپ بیاورند.

## معایب
پورتال‌های اینترانت می‌تواند هزینه‌های زیادی برای کسب و کار داشته باشد. نگهداری و مدیریت می‌تواند زمان بر و پرهزینه باشد. نه تنها اجرای پورتال هزینه دارد، بلکه زمانی که سیستم آفلاین می‌شود هزینه ای نیز به همراه دارد. بیشتر اینترانت‌ها برای قرار دادن تمام منابع سازمان در یک مکان ایجاد شده‌اند و آفلاین بودن آن می‌تواند عملیات را مجبور به تعلیق کند.
مسائل امنیتی می‌تواند به یک مشکل دائمی تبدیل شود. دسترسی غیرمجاز یک نگرانی است و می‌تواند منجر به دسترسی کاربران به اطلاعات حساس شود. عدم دسترسی می‌تواند مشکلاتی را برای کاربرانی که برای کار خود به دسترسی نیاز دارند ایجاد کند.
داشتن همه چیز در یک مکان تنها زمانی خوب است که سازماندهی شده باشد. اضافه بار اطلاعات می‌تواند یافتن اطلاعات را بسیار دشوار کند - بهره‌وری را کاهش دهد.

## فعالیت‌ها
ابزارها و منابع - منطقه ای برای کارمندان برای پیوند یا دانلود برنامه‌های کاربردی لازم برای انجام عملکردهای کاری. اطلاعات همچنین برای یافتن منابع داخلی و خارجی ارائه شده‌است.
خدمات همکار —.
عملیات تجاری - برای دسترسی کاربران به خط مشی‌ها و دستورالعمل‌های مهم تجاری.
تقویم شرکت - برای دسترسی کاربر به تاریخ و زمان رویدادهای مهم شرکت.
نقطه دسترسی برای کارکنان - مکان برای کارمندان صفحه وب اصلی شرکت پیش فرض برای به دست آوردن تمام اطلاعات مربوط به شرکت.
ویکی — می‌تواند در محیط کسب و کار برای مدیریت دانش استفاده شود
مدیریت گردش کار - برای کارهای رایج تجاری مانند ارسال گزارش هزینه‌ها، ارسال مدارک منابع انسانی شرکت و فرآیندهای تأیید اسناد، جریان‌های کاری ایجاد کنید.
تابلوی اعلانات - اطلاعیه‌های شرکت را مدیریت کنید.
مدیریت وظایف - ایجاد و بروز رسانی لیست وظایف مشترک در سراسر شرکت.

## ابزارهای نرم‌افزاری قابل توجه
| نام محصول                 | فروشنده            | هزینه                                                          | مجوز نرم‌افزار     |
| ------------------------- | ------------------ | -------------------------------------------------------------- | ----------------- |
| دسکتاپ مرکزی              | شرکت مرکزی دسکتاپ  | رایگان نیست.                                                   | اختصاصی           |
| تلاقی                     | Atlassian Pty Ltd. | پشتیبانی از ۴۹٫۰۰ دلار در ماه تا ۳۹۹۰٫۰۰ دلار در ماه           | اختصاصی           |
| کندو دیجیتال              | کندو دیجیتال       | رایگان نیست. قیمت به گزینه‌های بسته و تعداد کاربران بستگی دارد. | اختصاصی           |
| هادل                      | هادل               | رایگان نیست. قیمت به گزینه‌های بسته و تعداد کاربران بستگی دارد. | اختصاصی           |
| هایپرآفیس                 | هایپر آفیس         | رایگان نیست. مدل‌های مختلف قیمت                                 | اختصاصی           |
| اینترکس                   | United Planet GmbH | رایگان نیست.                                                   | اختصاصی           |
| لوتوس دومینو              | IBM                | رایگان نیست.                                                   | اختصاصی           |
| هاپئو                     | Happeo Oy          | رایگان نیست.                                                   | اختصاصی           |
| Jostle Corporation        | جوستل              | رایگان نیست.                                                   | اختصاصی           |
| جالیوس                    | JPlatform          | رایگان نیست.                                                   | اختصاصی           |
| لایف ری                   | لایف ری            | رایگان تحت LGPL. باید برای پشتیبانی هزینه کرد.                 | LGPL              |
| بنیاد شیرپوینت مایکروسافت | مایکروسافت         | رایگان                                                         | اختصاصی، Open-API |
| سرور مایکروسافت شیرپوینت  | مایکروسافت         | رایگان نیست. از ۹۰ دلار برای کاربر یا ۳ دلار در ماه            | اختصاصی، Open-API |
| MindQuarry                | Mindquarry GmbH    | رایگان. (متن باز)                                              | مجوز عمومی موزیلا |
| MindTouch                 | MindTouch          | رایگان نیست.                                                   | اختصاصی           |
| بلوط درگیر                | Oak Engage Limited | رایگان نیست. قیمت به گزینه‌های بسته و تعداد کاربران بستگی دارد. | اختصاصی           |
| پلون                      | بنیاد پلون         | دانلود رایگان. رایگان / انجمن و پشتیبانی پولی.                 | GPL               |
| OpenAtrium                | توسعه دانه         | دانلود رایگان. رایگان / انجمن و پشتیبانی پولی.                 | GPL               |
| اینترانت SORCE            | SORCE              | رایگان نیست.                                                   | اختصاصی           |
| TeamLab                   | سیستم آسنسیو       | برخط. بسته سرور اینترانت رایگان.                               | GPL               |
| uPortal                   | Apereo             | رایگان. رایگان / انجمن و پشتیبانی پولی.                        | آپاچی ۲٫۰         |
| WebSphere                 | IBM                | رایگان نیست.                                                   | اختصاصی           |
| زوهو                      | شرکت ZOHO          | رایگان برای فرد قیمت‌ها به نیاز تیم یا گروه بستگی دارد          | اختصاصی           |
| اینترانت AgilityPortal    | Agility Online Ltd | رایگان نیست.                                                   | اختصاصی           |